# Today (NBC-program)
 For alternative betydninger, se Today (flertydig). (Se også artikler, som begynder med Today)
Today, normalt kaldet The Today Show, er et amerikansk tv-nyhedsformidlings og -talk show, som vises alle ugens formiddage på NBCs tv-net.
Programmet havde premiere den 14. januar 1952 og var det første af sin art på den amerikanske og internationale scene.
Programfladen består af en blanding af morgennyheder og underholdning, med seer-publikum i USA og internationalt.